# Fünf Höfe
A Fünf Höfe (magyarul: Öt udvar) egy bevásárlóközpont München belvárosában. Az Salvator, Theatiner és Kardinal Faulhaber utcák között elterülő épületegyüttest korábban a HypoVereinsbank használta, majd az ezredfordulón alakították át mai rendeltetésére. 2004-ben a Fünf Höfe a DIFA (jelenleg: Union Investment Real Estate AG) tulajdonába került.

## Története
Az épületegyüttest 1993-ban Jacques Herzog és Pierre de Meuron bázeli építészek alakították át, a megrendelő pedig a HypoVereinsbank német hitelintézet leányvállalata, a HVB Immobilien AG által képviselt Fünf Höfe GmbH & Co KG volt.
Bár az utcák felőli homlokzatok többnyire érintetlenek maradtak, a tervezőpáros a korábban zárt háztömböt gyökeresen átalakította egy udvarokból és közökből álló létesítménnyé, melyben az egyes helyiségek külön-külön jellegzetességgel bírnak. A 2001. február 8-án lezárult első építési szakaszban készültek el a Perusa- és Portia-udvarok, illetve a Pranner-köz, a Salvator-köz egy része és a Hypo-Kunsthalle. Ivano Gianola építész tervei alapján jött létre a Maffei-udvar, és ő alakította ki az üzletközponttól délre található Schäffler-udvart is. A második, 2003. március 19-én befejezett szakaszban készült el a Hilmer & Sattler und Albrecht müncheni építésziroda tervei alapján a Salvatorstraße felőli homlokzat.

## Egyéb adatok
A mintegy 14 000 m² területen nagyjából 60 üzlet, és 2500 m²-en 8 étterem és kávézó található, melyek többnyire magasabb árkategóriájú szolgáltatásokat nyújtanak. A létesítményhez tartozó, 1985-ben megnyitott, kb. 3200 m² alapterületű Hypo-Kunsthalle egy olyan kiállítótér, amely különböző korok, stílusok és művészek időszaki tárlataival várja az érdeklődőket.
Ezek mellett 24 300 m² irodahelyiség és 3200 m² lakóhelyiség is az épületegyüttes része. Ezek a bevásárlóközpont utcáiról alig láthatóak.

## Művészetek
Egyes udvarokat és közöket modern művészeti alkotások díszítenek:
- A Salvatorpassage mennyezetén Tita Giese installációja, a Függőkertek látható.
- A Prannerpassage falait és mennyezetét 317 m²-nyi felületen a Mayer’sche Hofkunstanstalt által készített üvegmozaikkal díszítették, amelyek a vakolatlan betonfalakon csillogó hatást nyújtanak.[6]
- A Viscardihofon áll Ólafur Elíasson, izlandi művész Szféra című alkotása, amely egy felfüggesztett, acélból készült golyó.

## Galéria

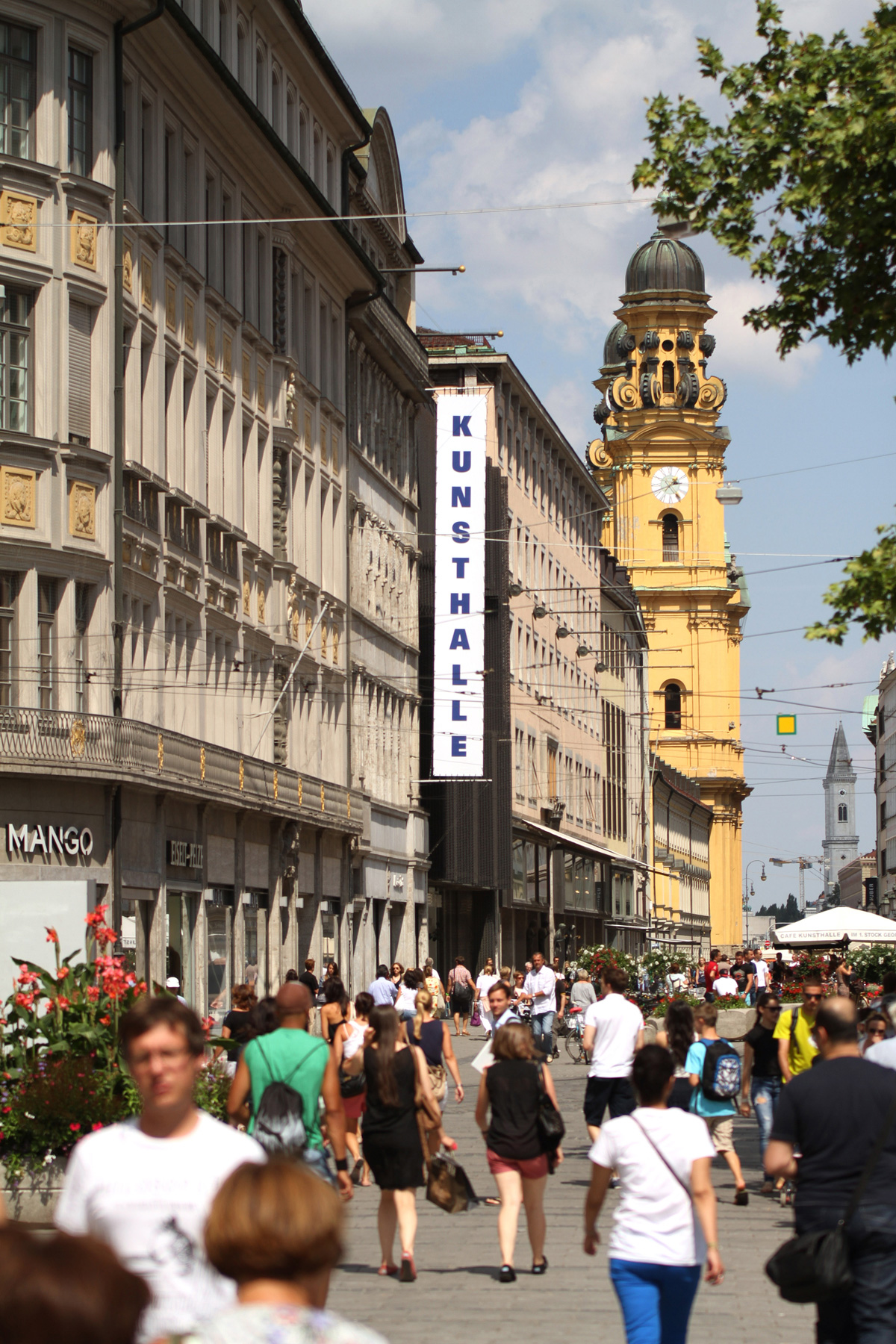
A kiállítótér homlokzata és a Theatinerstraße
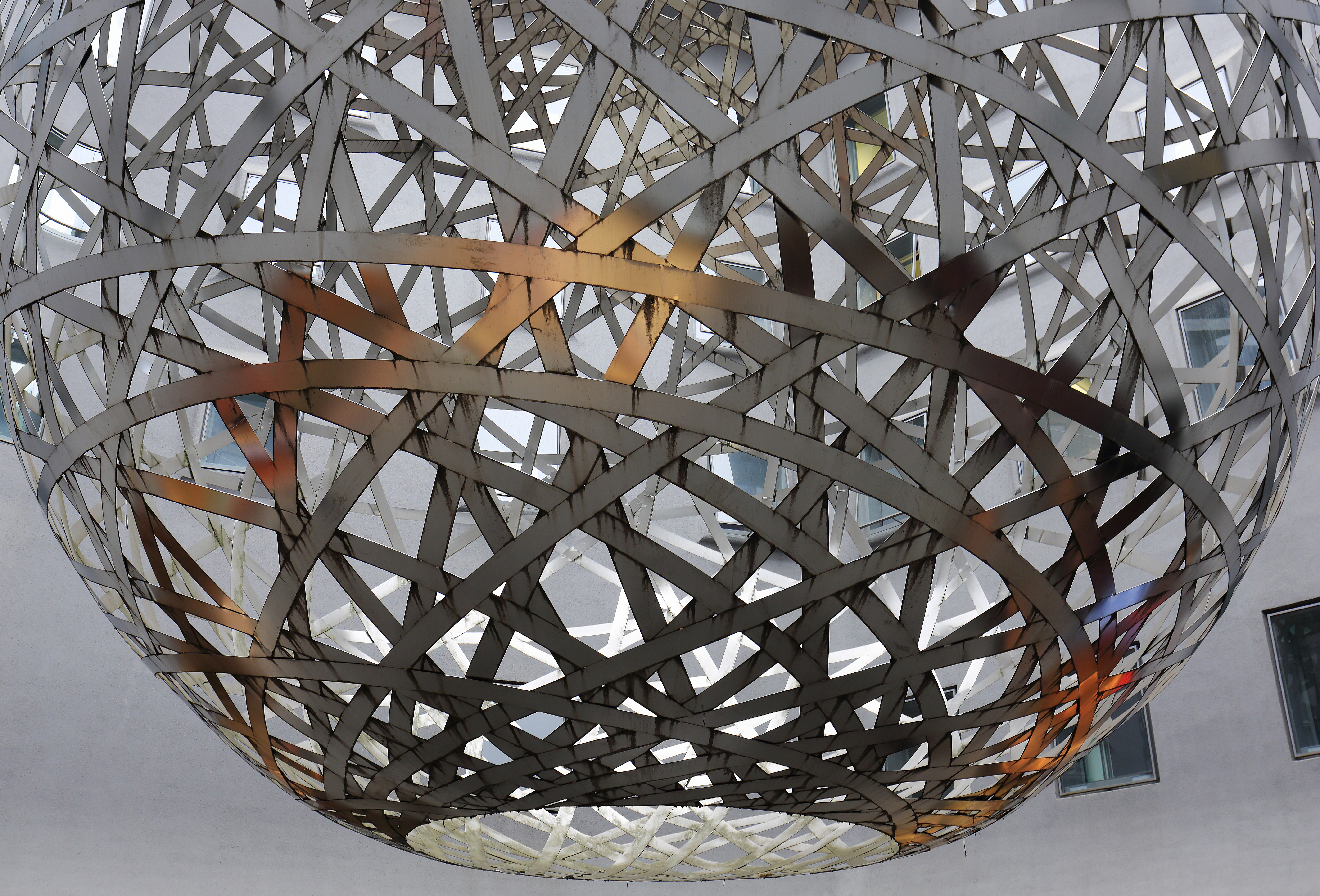
Ólafur Elíasson Szféra című alkotása a bevásárlóközpontban
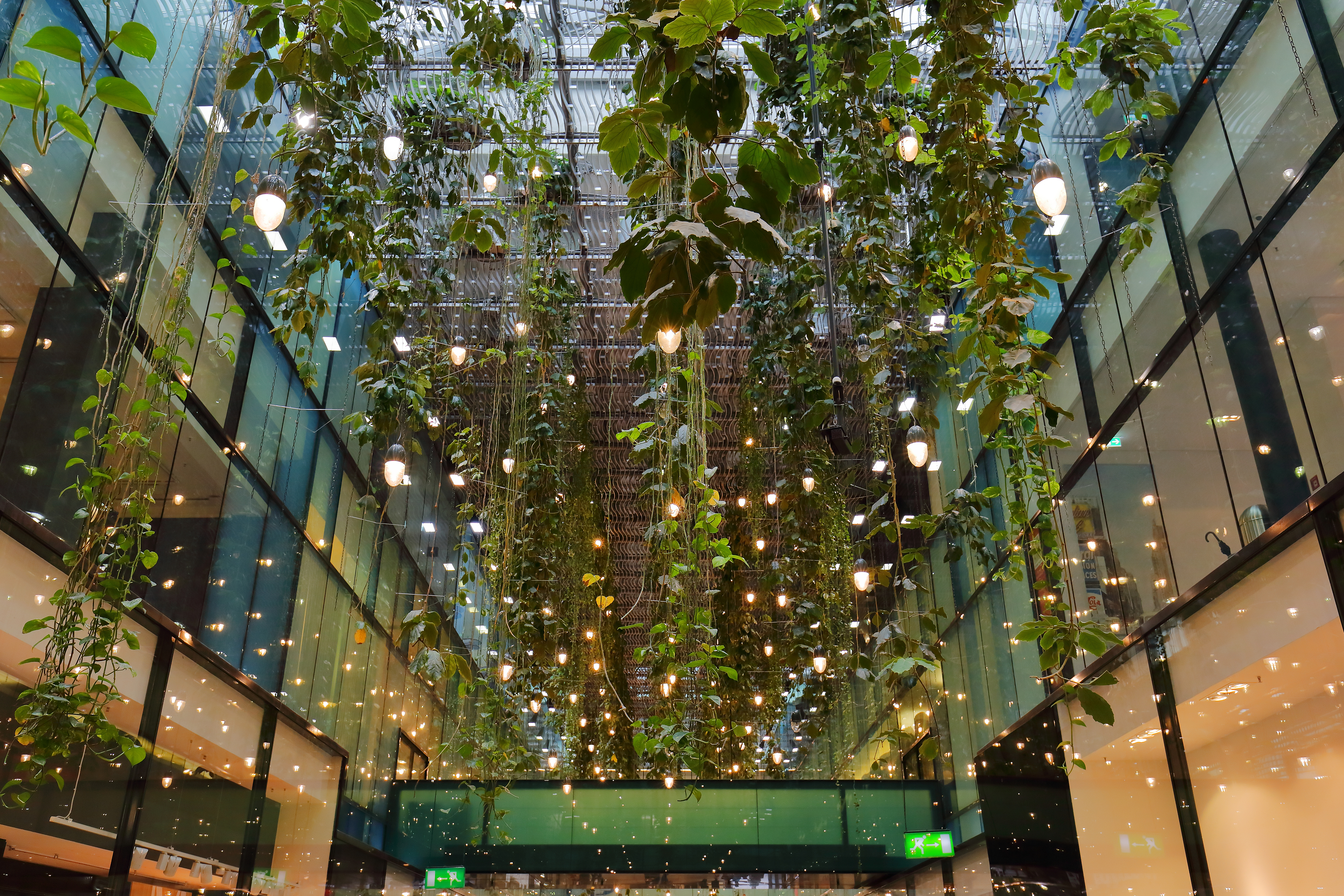
Tita Giese Függőkertek című installációja
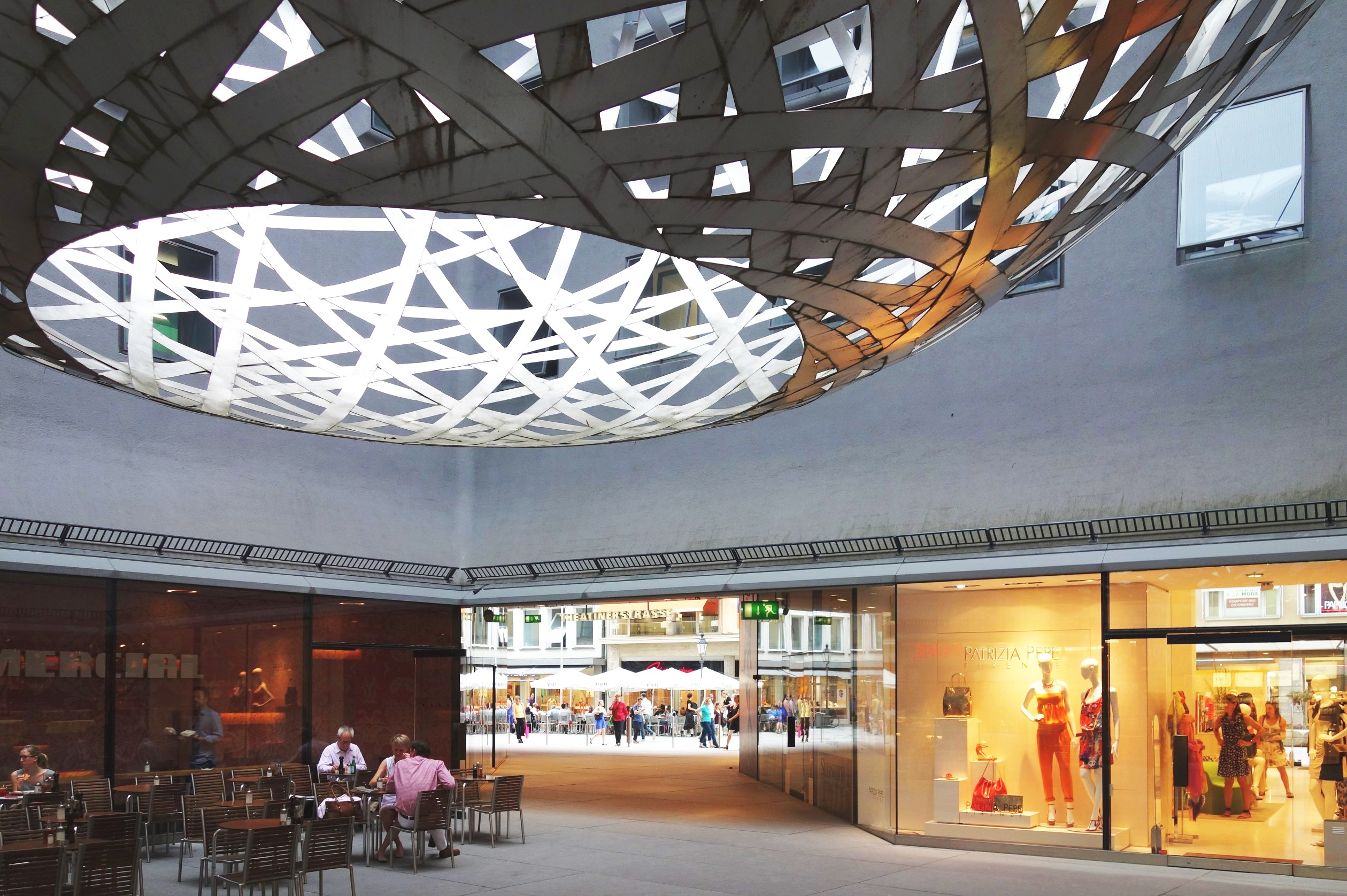
Az üzletközpont részlete
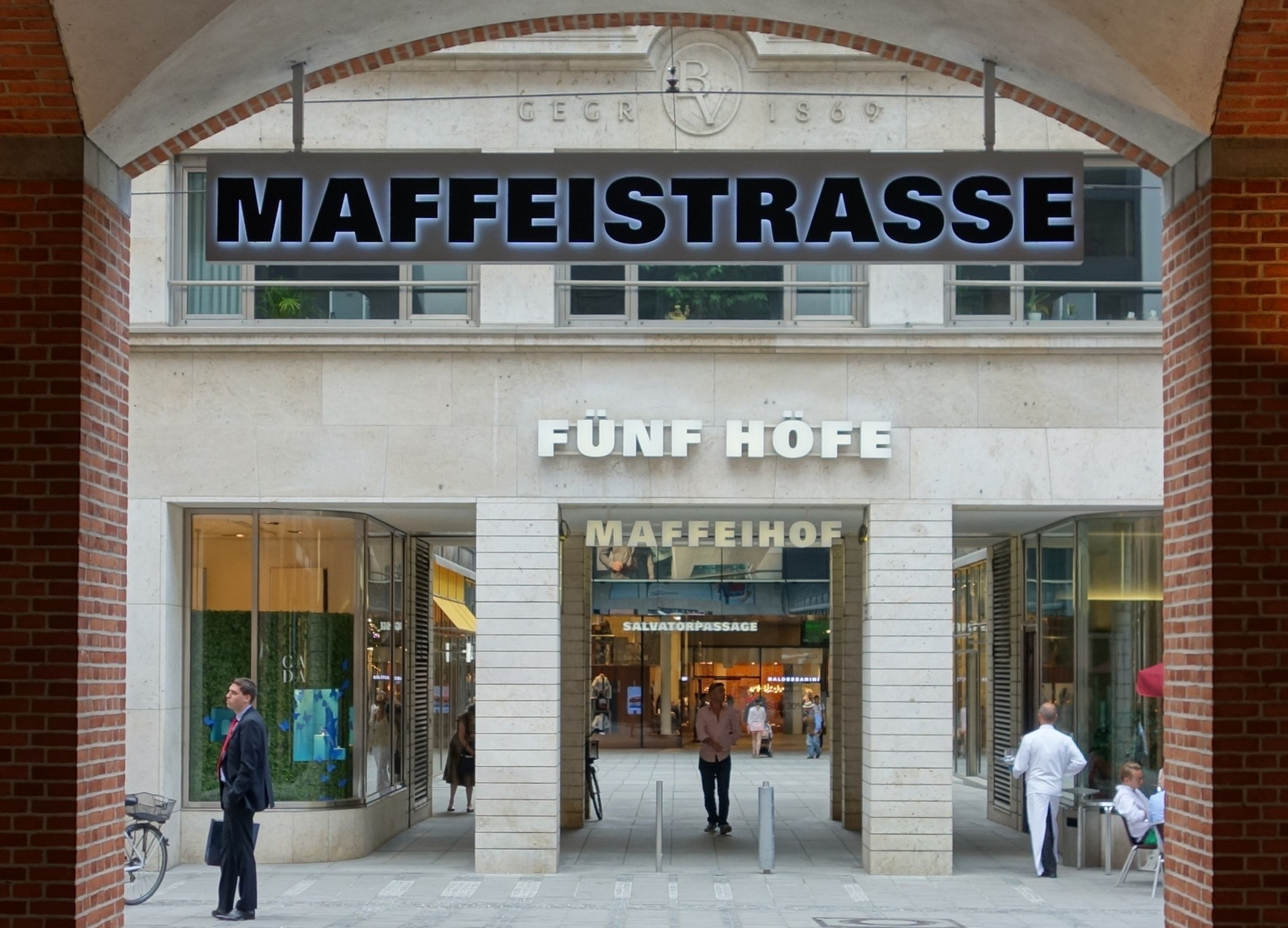
Az üzletközpont részlete